# MOT – Monstrualny Oryginalny Twór
MOT - Monstrualny Oryginalny Twór (tytuł oryg. Mot, 1996) – francuski serial animowany.
Światowa premiera serialu miała miejsce w 1996 roku. W Polsce premiera serialu odbyła się 9 stycznia 1996 roku na antenie Canal+. Emisja serialu zakończyła się 13 lutego 1996 roku. W późniejszym czasie serial powtarzano na nieistniejącym kanale MiniMax. W latach 1996–97 MOT emitowany był także w Stanach Zjednoczonych oraz Australii.

## Opis fabuły
Podczas podróży w czasie i przestrzeni, potwór Mot niespodziewanie znajduje drzwi do świata ludzi, gdzie poznaje chłopaka o imieniu Leo. Za każdym razem, gdy Mot odwiedza jego pokój, razem przeżywają niezwykłe przygody.

## Główni bohaterowie
- Mot - fioletowy potwór należący do gatunku Monstrualnych Oryginalnych Tworów (oryg. Monstruosus Organicus Telluricus), który teleportuje się do szafy Leo.
- Leo - główna postać ludzka. Bierze udział w przygodach Mota i jest jego najlepszym przyjacielem, pomimo iż często razem wpadają w kłopoty.
- Diana - dziewczyna Leo. Jest nieświadoma obecności Mota, choć często podejrzewa, że Leo coś przed nią ukrywa. Diana parokrotnie jest bliska odkrycia Mota.
- Rodzice Leo - są ekscentryczni. Podobnie jak Diana nie wiedzą o Mocie, ale często oskarżają Leo o rzeczy, których przyczyną był Mot.
- Ciotka Zelda - sąsiadka Leo. Stara się odkryć jego sekret i szpieguje jego, oraz Mota za pomocą lornetki, a także chowając się za żywopłotami i koszami na śmieci. Ze względu na bezpodstawne skargi, policja nie traktuje jej telefonów poważnie, co wychodzi na korzyść Leo i Mota.

## Wersja polska
Opracowanie i udźwiękowienie: PAANFILM STUDIO WARSZAWA

Reżyseria i dialogi: Dariusz Dunowski

Dźwięk i montaż: Michał Skarżyński

Organizacja produkcji: Lidia Masiak

Wystąpili:
- Krzysztof Kołbasiuk – MOT
- Jacek Bończyk – Leo
- Anna Apostolakis –
  - Matka,
  - Sąsiadka
- Ryszard Olesiński – Ojciec
- Joanna Wizmur – Zelda
- Olga Bończyk – Diana
- Beata Łuczak – Linda
- Bogdan Kokotek – Arnold

oraz:
- Tomasz Grochoczyński
- Władysław Grzywna
- Mikołaj Müller
- Mariusz Leszczyński
- Piotr Borowiec
- Agnieszka Maliszewska
- Małgorzata Dropko
- Jolanta Wołłejko
- Wojciech Machnicki
- Miriam Aleksandrowicz
- Jacek Czyż
- Ryszard Nawrocki
- Krzysztof Czekajewski

## Spis odcinków
| N/o | Polski tytuł | Francuski tytuł                  |
| --- | ------------ | -------------------------------- |
|     |              |                                  |
| 001 |              | Oscar Moutz le roi de l'histoire |
|     |              |                                  |
| 002 |              | Panique dans les sarcophages     |
|     |              |                                  |
| 003 |              | La Fiesta des siècles            |
|     |              |                                  |
| 004 |              | Opération Attila                 |
|     |              |                                  |
| 005 |              | Demain j'étais content           |
|     |              |                                  |
| 006 |              | La Java des sortilèges           |
|     |              |                                  |
| 007 |              | Fièvre sur la banquise           |
|     |              |                                  |
| 008 |              | Même Tarzan se lave les dents    |
|     |              |                                  |
| 009 |              | La Nuit de l'estomac             |
|     |              |                                  |
| 010 |              | Errare Humanum Est               |
|     |              |                                  |
| 011 |              | Traque à domicile                |
|     |              |                                  |
| 012 |              | Aki Boutcho Lolo                 |
|     |              |                                  |
| 013 |              | La Danse du placard              |
|     |              |                                  |
| 014 |              | Zapping fatal                    |
|     |              |                                  |
| 015 |              | Razzia sur les secondes          |
|     |              |                                  |
| 016 |              | Le Cri du tabouret               |
|     |              |                                  |
| 017 |              | La Marmitte du bonheur           |
|     |              |                                  |
| 018 |              | Le Mizu attaque                  |
|     |              |                                  |
| 019 |              | Transit furieux                  |
|     |              |                                  |
| 020 |              | Igor Réflex détective de choc    |
|     |              |                                  |
| 021 |              | Matière en pétard                |
|     |              |                                  |
| 022 |              | Robert le bâtard                 |
|     |              |                                  |
| 023 |              | Le Portrait qui couine           |
|     |              |                                  |
| 024 |              | Le Turbot de Marrakech           |
|     |              |                                  |
| 025 |              | Le Lombric à bras                |
|     |              |                                  |
| 026 |              | Gare à ton placard               |

Źródło: 